# 天鵝座NML
天鵝座NML（NML Cygni或NML Cyg）是一顆紅特超巨星，是目前已知體積第二大的恆星，半徑大約是太陽的1650倍。天鵝座NML也是已知光度最高的恆星之一，距離地球約1700秒差距或5500光年。天鵝座NML周圍有許多塵埃環繞，周圍有一個豆狀的不規則星雲，並且它的形狀和水蒸氣邁射分布是一致的。它同時也是一顆週期約940日的半規則變星。

## 恆星性質
天鵝座NML是天鵝座OB2星協的其中一顆成員星。該星協在天球上範圍約2°，半徑大約是30秒差距，距離地球約1.74 ± 0.2千秒差距，是距離地球最近的大質量星協之一。天鵝座NML的質量大約是∼50 M☉。它的年周視差大約是0.62毫角秒。
天鵝座NML的輻射熱光度（Lbol）接近3 × 105 L☉，絕對熱星等（Mbol）是−9.0，是已知光度最高的特超巨星之一。
天鵝座NML於1965年由 Neugebauer、Martz和Leighton發現。名稱中的 NML 即來自三位發現者姓氏第一個字母。
根據觀測資料，天鵝座NML被認為有兩個分離的，由塵埃和分子組成的光學厚外層。內層的光深度大約是1.9，外層則是0.33。它的質量流失率大約是每年2 × 10-4 M☉，是已知質量流失率最高的恆星之一。天鵝座NML的塵埃層形成原因是因為它極高的後主序星恆星風速度以及高質量流失率。它的恆星風速度可達23 km/s。因為天鵝座NML在銀河系中的位置相當特殊，因此周圍星際環境並未對它的外層有明顯影響。

## 化學組成
天鵝座NML是一顆巨大的富含氧恆星。它的成分是自1968年由 Wilson 和 Barrett 偵測到 OH 無線電波輻射（1612 MHz）開始得知。之後在它的周圍已經發現的分子有 H2O、SiO、CO、HCN、CS、SO、SO2和H2S等分子。